# 天下一薪能
天下一薪能（てんがいちたきぎのう）とは、毎年秋に宮崎県延岡市の延岡城跡で開催される薪能。旧延岡藩主の内藤氏には「天下一」の称号を許された能面作家の手による能面30面を含む多数の能・狂言面が伝来していたが、1993年（平成5年）に内藤家17代当主・内藤政道がこれらの面を延岡市へ寄贈した。1997年（平成9年）から延岡市民の手でこれらの能面を使用した薪能が「天下一薪能」として開催されている。2024年（令和6年）で27回を迎え、延岡では秋の風物詩となっている。

## 開催内容
市民の手による「天下一」の能面を使用した延岡市の薪能の初演は、延岡城址薪能実行委員会と延岡市が主催して、1997年（平成9年）10月11日に延岡城二の丸跡の広場で「千人殺しの石段」を背景に演じられた。
| 開催日                         | 回                       | 会場                     | 演目                           |
| ------------------------------ | ------------------------ | ------------------------ | ------------------------------ |
| 1997年（平成9年）10月11日      | 第1回のべおか天下一薪能  | 延岡城址二の丸広場       | 能「松風」・狂言「太刀客」     |
| 1998年（平成10年）6月5日       | のべおか天下一能         | 延岡総合文化センター     | 能「葵上」・狂言「佐渡狐」     |
| 10月10日                       | 第2回のべおか天下一薪能  | 延岡城址二の丸広場       | 能「船弁慶」・狂言「棒縛       |
| 1999年（平成11年）6月15日      | 「景清」みやざき公演     | 延岡城址二の丸広場       | 能「景清」・狂言「楽袍落」     |
| 10月9日                        | 第3回のべおか天下一薪能  | 延岡城址二の丸広場       | 能「清経」・狂言「仏師」       |
| 2000年（平成12年）10月7日      | 第4回のべおか天下一薪能  | 延岡城址二の丸広場       | 能「国栖」「菊慈童」他         |
| 2001年（平成13年）10月13日     | 第5回のべおか天下一薪能  | 延岡城址二の丸広場       | 能「土蜘蛛」・「羽衣」他       |
| 2004年（平成14年）10月12日     | 第6回のべおか天下一薪能  | 延岡城址二の丸広場       | 能「鞍馬天狗」・「杜若」       |
| 2003年（平成15年）2月9日       | 「京舞と能」             | 延岡総合文化センター     | 能「海士」・京舞他             |
| 9月5日・6日・7日               | 天下一能ドイツ公演       | ドイツ国立ボン絵画展示館 | 能「翁」・「天鼓」・「葵上」他 |
| 10月11日                       | 第7回のべおか天下一薪能  | 延岡総合文化センター     | 能「殺生石」・「高砂」他       |
| 2004年（平成16年）10月9日      | 第8回のべおか天下一薪能  | 延岡城址二の丸広場       | 能「俊寛」・「敦盛」他         |
| 2005年（平成17年）10月8日      | 第9回のべおか天下一薪能  | 延岡城址二の丸広場       | 能「葵上」・「天鼓」他         |
| 2006年（平成18年）10月6日・7日 | 第10回のべおか天下一薪能 | 延岡城址二の丸広場       | 能「鞍馬天狗」・「紅葉狩」他   |
| 2007年（平成19年）10月13日     | 第11回べおか天下一薪能   | 延岡城址二の丸広場       | 能「安達原」・「龍田」他       |
| 2008年（平成20年）10年4日      | 第12回のべおか天下一薪能 | 延岡城址二の丸広場       | 能「小鍛冶」・「絵馬」他       |
| 2009年（平成21年）10月10日     | 第13回のべおか天下一薪能 | 延岡城址二の丸広場       | 能「一角仙人」・「屋島」他     |
| 2010年（平成22年）10月9日      | 第14回のべおか天下一薪能 | 延岡総合文化センター     | 能「海士」・「半蔀」他         |
| 2011年（平成23年）10月8日      | 第15回のべおか天下一薪能 | 延岡城址二の丸広場       | 能「松山天狗」・「桜川」他     |
| 2012年（平成24年）10月13日     | 第16回のべおか天下一薪能 | 延岡城址二の丸広場       | 能「船弁慶」・「岩船」他       |
| 2013年（平成25年）10月12日     | 第17回のべおか天下一薪能 | 延岡城址二の丸広場       | 能「国栖」・「二人静」他       |
| 2014年（平成26年）10月11日     | 第18回のべおか天下一薪能 | 延岡総合文化センター     | 能「鶴羽」・「猩々」他         |
| 2015年（平成27年）10月10日     | 第19回のべおか天下一薪能 | 延岡城址二の丸広場       | 能「項羽」・「春日龍神」他     |
| 2016年（平成28年）10月8日      | 第20回のべおか天下一薪能 | 延岡城址二の丸広場       | 能「道成寺」・狂言「蝸牛」     |
| 2017年（平成29年）10月7日      | 第21回のべおか天下一薪能 | 延岡城址二の丸広場       | 能「野守」・「三輪」他         |
| 2018年（平成30年）10月6日      | 第22回のべおか天下一薪能 | 延岡城址二の丸広場       | 能「恋重荷」・「羽衣」         |
| 2019年（令和元年）10月12日     | 第23回のべおか天下一薪能 | 延岡城址二の丸広場       | 能「景漬」・「海士」他         |
| 2020年（令和2年）              | 感染症対策のため中止     |                          |                                |
| 2021年（令和3年）10月9日       | 第24回のべおか天下一薪能 | 延岡総合文化センター     | 能「橋弁慶」・「葵上」他       |
| 2022年（令和4年）10月８日      | 第25回のべおか天下一薪能 | 延岡城址二の丸広場       | 能「巻絹」・「土蜘蛛」他       |
| 2023年（令和5年）10月7日       | 第26回のべおか天下一薪能 | 延岡城址二の丸広場       | 能「鞍馬天狗」・狂言「千鳥」他 |
| 2024年（令和6年）10月12日      | 第27回のべおか天下一薪能 | 延岡総合文化センター     | 能「花筐」・狂言「二九十八」他 |

## 内藤家伝来の能・狂言面
1993年（平成5年）に延岡市制60周年に際し、内藤家17代当主・内藤政道から延岡市に能面66点・狂言面6点を含む武具等263点が寄贈された。能面のうち30点は「天下一」の称号を受けた能面作家の焼き印が押されていた。
能面作家とその作品の内訳として、
- 角坊光増（天下一若挟守）二十三面
- 大宮真盛（天下一大和）一面
- 出目吉満（天下一是閑）二面
- 出目満喬（天下一備後）一面
- 出目満庸（天下一有閑）一面
- 児玉満昌（天下一近江）二面

となっている。
また、「天下一」の作品を含め寄贈された能面66点、狂言面6点は全て宮崎県指定有形文化財に指定されている。